# ۱۳۰۳ (میلادی)
۱۳۰۳ (میلادی) هزار و سیصد  و سومین سال تقویم میلادی است.

## درگذشتگان
‎